# LoveMusik
LoveMusik és un musical escrit per Alfred Uhry, usant una selecció de la música de Kurt Weill. La història explora el romanç i la vida de Kurt Weill i Lotte Lenya, basat en Speak Low (When You Speak Love): The Letters of Kurt Weill and Lotte Lenya, editat i traduït per Lys Symonette i Kim H. Kowalke. Harold Prince havia llegit Speak Low i li va suggerir la idea d'un musical a Uhry. Uhry i Prince van treballar a LoveMusik durant quatre anys per convertir-lo en una obra escènica. La història s'estén més de 25 anys, des de la primera trobada de Lenya i Weill com a artistes joves en lluita, fins a la seva popularitat a Europa i Amèrica, fins a la mort de Weill per un atac de cor als 50 anys.

## Produccions
El musical va ser produït a Broadway per a una estada limitada pel Manhattan Theatre Club al Biltmore Theatre començant les prèvies el 12 d'abril de 2007, estrenant-se el 3 de maig de 2007 i tancant-se el 24 de juny de 2007. L'espectacle va ser dirigit per Harold Prince amb la posada en escena musical de Patricia Birch i protagonitzada per Michael Cerveris com Kurt Weill, Donna Murphy com Lotte Lenya, David Pittu com Bertolt Brecht i John Scherer com George Davis. El cor va incloure Judith Blazer, Edwin Cahill, Herndon Lackey, Erik Liberman, Ann Morrison, Graham Rowat, Rachel Ulanet i Jessica Wright.
La producció va rebre crítiques mixtes. Va destacar per les actuacions de Donna Murphy i Michael Cerveris. Per exemple, el crític del Theater Mania va escriure: «Cerveris: calculadament difident i constantment simpàtic com Weill».Ben Brantley, a The New York Times, va escriure: «Dos retrats lluminosos i infusionats de la vida brillen des de dins d'un marc feixuc i pesat al Biltmore Theatre, on ahir a la nit es va estrenar "LoveMusik ". Aquest bio-musical sobre el matrimoni i la relació professional del compositor d'origen alemany Kurt Weill i l'actriu Lotte Lenya, dirigida per Harold Prince, és lenta, tediosa i (manté l'alè) ineludible».

## Sinopsi
Acte I
El 1924, Weill visita un amic a Europa i Lenya és enviat a conèixer-lo. Es veuen immediatament atrets l'un per l'altre i el seu posterior romanç i matrimoni segueixen el curs dels esdeveniments previs a la Segona Guerra Mundial a Alemanya. Weill col·labora amb Bertolt Brecht, i els dos escriuen The Threepenny Opera, entre altres obres importants. Però l'ego i la política de Brecht provoquen una ruptura, i els dos trenquen. Weill i Lenya es divorcien i es tornen a casar. A mesura que el Weill jueu es converteix en un compositor popular i reeixit, Weill i Lenya es veuen obligats a abandonar Alemanya.
Acte II
Ara als Estats Units, Weill té musicals d'èxit produïts a Broadway, com Lady in the Dark, i també passa temps a Califòrnia. La parella té un matrimoni obert: tots dos tenen altres interessos romàntics; i Weill és un obsés pel treball. Però es mantenen l'un amb l'altres fins a la seva mort el 1950. Lenya, tot i que va ser arrasada a la seva pèrdua, se li insta a tornar als escenaris amb Thpera Threepenny de Weill .
El musical utilitza cançons escrites per Weill per a escenaris musicals com One Touch of Venus, The Threepenny Opera, Rise and Fall of the City of Mahagonny, Street Scene, Knickerbocker Holiday, i Happy End, així com cançons individuals.

## Numeros musicals
| Acte I - Speak Low (Lletra d'Ogden Nash) — Kurt Weill i Lotte Lenya - Nanna's Lied (Lletra de Bertolt Brecht) — Dona a les escales - Kiddush — Weill's Family - Songs of the Rhineland (Lletra d'Ira Gershwin) — Família de Lenya - Klops Lied (Meatball Song) — Kurt Weill - Berlin Im Licht — Lotte Lenya - Wooden Wedding (Lletra d'Ogden Nash) — Kurt Weill, Lotte Lenya, Magistrat i Secretari del tribunal - Tango Ballad (Lletra de Bertolt Brecht) — Bertolt Brecht i Dones de Brecht - Alabama Song (Lletra de Bertolt Brecht) — Audicioners i Lotte Lenya - Girl of the Moment (Lletra d'Ira Gershwin) — Cor - Moritat (Lletra de Bertolt Brecht) — Bertolt Brecht, Lotte Lenya, Otto i Cor - Schickelgruber (Lletra de Howard Dietz) — Kurt Weill i Bertolt Brecht - Come to Paris (Lletra d'Ira Gershwin) — Cor - I Don't Love You (Lletra de Maurice Magre) — Kurt Weill i Lotte Lenya - Wouldn't You Like to Be on Broadway (Lletra de Langston Hughes i Elmer Rice) — Kurt Weill i Lotte Lenya - Alabama Song (Reprise) (Lletra de Bertolt Brecht) — Lotte Lenya, Kurt Weill, Bertolt Brecht i Cor | Acte II - How Can You Tell an American (Lletra de Maxwell Anderson) — Cor - Very, Very, Very (Lletra d'Ogden Nash) — Kurt Weill - It's Never Too Late to Mendelssohn (Lletra d'Ira Gershwin) — Kurt Weill, Lotte Lenya, Stenographer i Judge - Surabaya Johnny (Lletra de Bertolt Brecht) — Lotte Lenya - Youkali (Lletra de Roger Fernay) — Bertolt Brecht i Dones de Brecht - Buddy on the Night Shift (Lletra d'Oscar Hammerstein II) — Allen Lake - That's Him (Lletra d'Ogden Nash) — Kurt Weill - Hosannah Rockefeller (Lletra de Bertolt Brecht) — Bertolt Brecht i Brecht's Women - I Don't Love You (Reprise) (Lletra de Maurice Magre) — Lotte Lenya i Kurt Weill - The Illusion Wedding Show (Lletra d'Alan Jay Lerner) — George Davis i Cor - It Never Was You (Lletra de Maxwell Anderson) — Kurt Weill - A Bird of Passage (Lletra de Maxwell Anderson) — Cor - September Song (Lletra de Maxwell Anderson) — Lotte Lenya i George Davis |

## Premis i nominacions

### Producció original de Broadway
| Any  | Premi            | Categoria                                    | Nominat               | Resultat  |
| ---- | ---------------- | -------------------------------------------- | --------------------- | --------- |
| 2007 | Premi Tony       | Millor actor protagonista de musical         | Michael Cerveris      | Nominat   |
| 2007 | Premi Tony       | Millor actriu protagonista de musical        | Donna Murphy          | Nominat   |
| 2007 | Premi Tony       | Millor actor de repartiment de musical       | David Pittu           | Nominat   |
| 2007 | Premi Tony       | Millors orquestracions                       | Jonathan Tunick       | Nominat   |
| 2007 | Premi Drama Desk | Musical més destacat                         | Musical més destacat  | Nominat   |
| 2007 | Premi Drama Desk | Llibret de Musical més destacat              | Alfred Uhry           | Nominat   |
| 2007 | Premi Drama Desk | Actor de musical més destacat                | Michael Cerveris      | Nominat   |
| 2007 | Premi Drama Desk | Actriu de musical més destacada              | Donna Murphy          | Guanyador |
| 2007 | Premi Drama Desk | Actor de repartiment de musical més destacat | David Pittu           | Nominat   |
| 2007 | Premi Drama Desk | Coreografia més destacada                    | Patricia Birch        | Nominat   |
| 2007 | Premi Drama Desk | Director de Musical més destacat             | Harold Prince         | Nominat   |
| 2007 | Premi Drama Desk | Orquestracions més destacades                | Jonathan Tunick       | Guanyador |
| 2007 | Premi Drama Desk | Escenografia més destacada                   | Beowulf Boritt        | Nominat   |
| 2007 | Premi Drama Desk | Vestuari més destacat                        | Judith Dolan          | Nominat   |
| 2007 | Premi Drama Desk | Il·lumianció més destacada                   | Howell Binkley        | Nominat   |
| 2007 | Premi Drama Desk | Disseny de so més destacat                   | Duncan Robert Edwards | Nominat   |